# Yvonne Bauer
Yvonne Bauer (* 29. März 1977) ist eine deutsche Medienmanagerin und Verlegerin.

## Leben
Yvonne Bauer ist die Tochter des Verlegers Heinz Bauer und seiner Frau Gudrun. Sie studierte von 1997 bis 2002 in Bamberg Germanistik. Anschließend absolvierte sie ein Volontariat innerhalb der Ganske-Verlagsgruppe bei Hoffmann und Campe und arbeitete dort als Lektorin.
Nach einem Jahr bei der Vermarktung der Bauer Media Group wechselte sie 2006 in den Vertrieb, wo sie seit Herbst 2006 einer Arbeitsgruppe angehörte, die nach der Entlassung des bisherigen Geschäftsleiters Bernd Baginski die Bauer Vertriebs KG kommissarisch leitete. Seit April 2007 war sie dort Geschäftsleiterin. Yvonne Bauer ist seit Juni 2009 Mitglied der Konzerngeschäftsleitung des deutschen Medienunternehmens Bauer Media Group, dessen Verlegerin sie seit 2010 ist.

### Privates
Sie hat zwei ältere und eine jüngere Schwester. Ihr Bruder starb im Alter von fünf Jahren an Leukämie. Alle Schwestern sind im Familienunternehmen tätig. Seit 2014 ist sie verheiratet mit dem TV-Produzenten und -Journalisten Enno Koch und hat zwei Kinder.
Laut der Forbes-Liste wurde im Frühjahr 2019 das Vermögen von Yvonne Bauer mit ca. 2,9 Milliarden US-Dollar geschätzt; sie belegt damit Platz 729 auf der Forbes-Liste der reichsten Menschen der Welt.